# Соя (округ)
Соя (яп. 宗谷支庁 Со:я-ситё:) — округ в составе губернаторства Хоккайдо (Япония). Это самый северный округ Японии. На октябрь 2005 года население округа составляло 75 665 человек. Официальная площадь округа — 4,050.7 км².
Аэропорт Вакканай располагается в городе Вакканай. Аэропорт Рисири располагается в городе Рисирифудзи, Рисири.

## История
- 1897 год, создан округ Соя
- 1948 год, деревня Тоётоми (сейчас город), уезд Тесио, переведена из округа Румои

## География
Реки: Тесио и др. Озёра: Панке-Нума, Онума, Куттяро и др.

## Состав округа

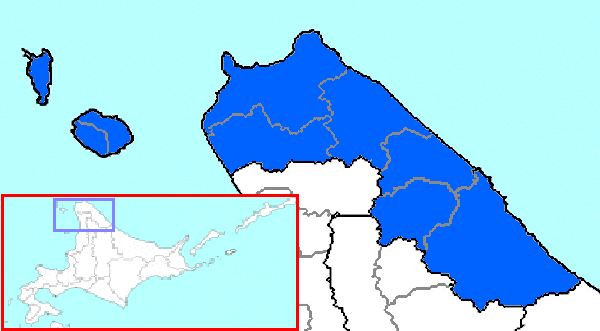
Округ Соя

### Город
- Вакканай (административный центр округа)

### Города и деревни уездов
- Ребун
  - Ребун
- Рисири
  - Рисири
  - Рисирифудзи
- Соя
  - Саруфуцу
- Тесио
  - Тоётоми
- Эсаси
  - Накатомбецу
  - Хаматомбецу
  - Эсаси